# Burselet
Burselet är en sjö i Skellefteå kommun i Västerbotten och ingår i Bureälvens huvudavrinningsområde.